# Кейт і Мім-Мім
Кейт і Мім-Мім (англ. Kate and Mim-Mim) — канадський мультиплікаційний серіал. Орієнтований на загальну аудиторію. Транслювався в Україні на каналі «Піксель TV».

## Сюжет
Мультфільм розповідає про дружбу маленької дівчинки Кейт та її улюбленої іграшки, плюшевого зайчика на ім’я Мім-Мім, а також про їхні пригоди у вигаданому світі Мімілу.

## Персонажі

### Головні герої
- Кейт — 5-річна дівчинка, яка носить кольоровий одяг і дружить із плюшевим зайчиком на ім'я Мім-Мім.
- Мім-Мім — плюшевий зайчик, улюблена іграшка Кейт.

### Другорядні персонажі
- Валері — мама Кейт.
- Марко — тато Кейт.
- Бумер — синя істота, брат Лілі.
- Лілі — рожева істота, сестра Бумера.
- Гоббл — істота, схожа на великого борсука.
- Тек — жовта істота, схожа на жабу.